# Sing (canción de The Dresden Dolls)
«Sing» es el primer sencillo del álbum Yes, Virginia, de la banda de Boston MA The Dresden Dolls. El video fue filmado y dirigido por Michael Pope.
Este video tiene la colaboración total del grupo artístico The Dirty Business Brigade y contiene escenas grabadas alrededor del mundo, como Japón, México y San Francisco, entre otros.
- Datos: Q7522637